# Große Straße (Osnabrück)
Die Große Straße ist die zentrale Straße der Osnabrücker Fußgängerzone in der Innenstadt und eine der frequentiertesten Einkaufsstraßen in Niedersachsen.

## Lage
Die Große Straße ist Teil einer historischen Straßenverbindung, die von Norden durch die Hasestraße und Domhof über die Große Straße südlich über den Neumarkt in die Johannisstraße verläuft.
Die Nummerierung der Hausnummern der Großen Straße beginnt an ihrem südlichen Ende am Neumarkt, der Platz Nikolaiort bildet das nördliche Ende. Hier zweigen die Krahnstraße sowie der Domhof ab. Etwa in der Mitte der Großen Straße zweigt die Georgstraße sowie der 1927 durch den Thorschen Durchbruch entstandene Jürgensort ab.

## Gebäude

### Lengermann und Trieschmann
Das Mode- und Sportkaufhaus Lengermann und Trieschmann an der Großen Straße 27–32 ist das größte inhabergeführte Kaufhaus Norddeutschlands.

### Große Straße 43
Das Gebäude Große Straße 43 ist ein denkmalgeschütztes Wohn- und Geschäftshaus.

### Große Straße 46/47
Das Gebäude Große Straße 46/47 ist Standort der Hirsch-Apotheke, sie ist eine der ältesten Apotheken in Deutschland.

### Große Straße 53
2004 gab die Kaufhalle ihren Standort in der Großen Straße auf. Nach längerem Leerstand wurde dort der Flagshipstore der Osnabrücker Schuhauskette Reno eröffnet.

## Geschichte
Bis zum Stadtbrand am 21. April 1530 befand sich an der Große Straße eine Kapelle, welche dem Heiligen Jürgen (Georg) geweiht war. Die Kapelle bildete die Sprengelgrenze zwischen dem Dom und St. Johann. Heute zweigt hier der Jürgensort ab.

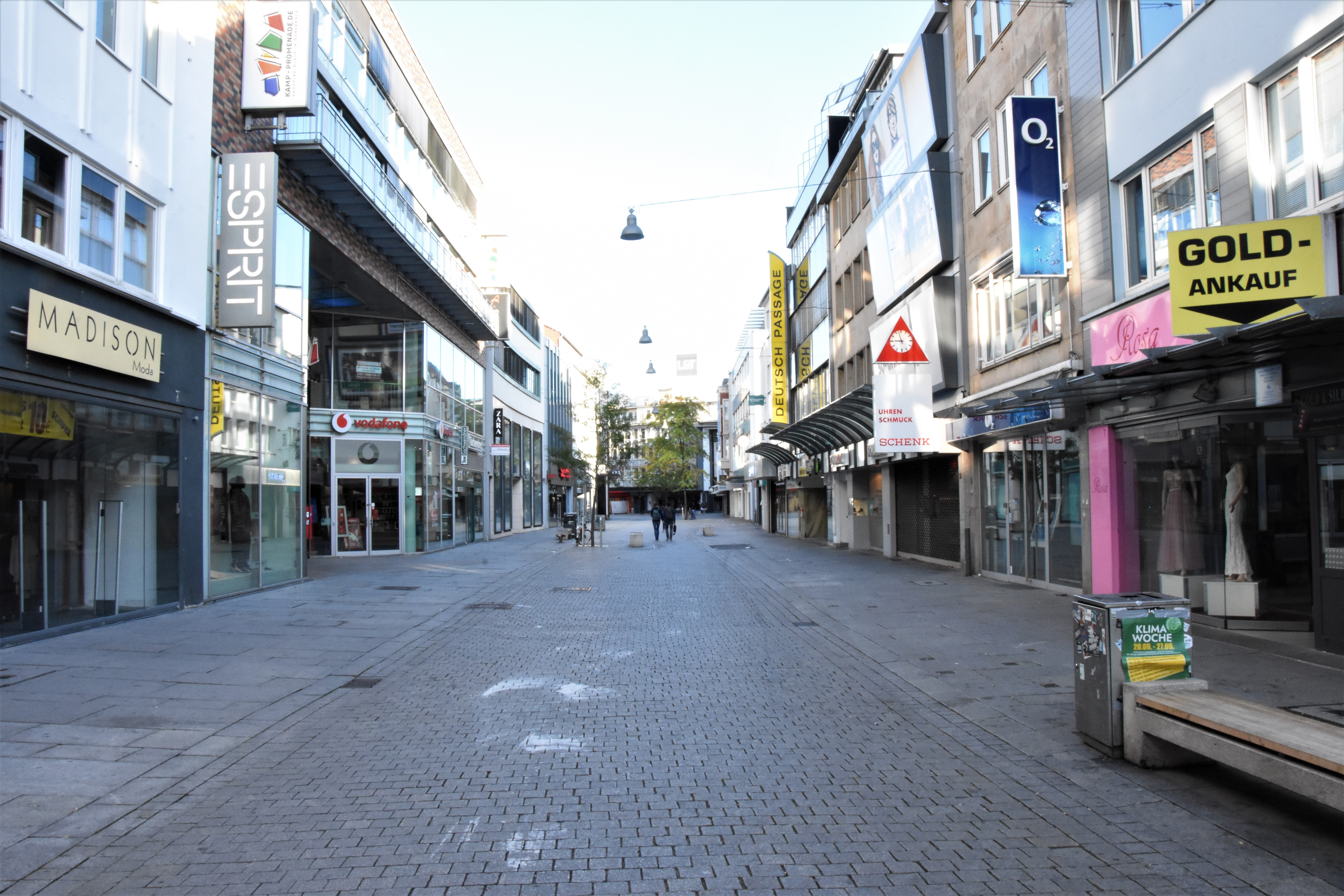
Leere Große Straße am frühen Sonntagmorgen

### Einrichtung der Fußgängerzone
Der Stadtrat beschloss im November 1970, die Große Straße und die Johannisstraße in eine Fußgängerzone umzuwandeln. Zuvor hatten sich Mitglieder des Verkehrsausschusses in Enschede und Münster die dort zuvor eingerichteten Fußgängerzonen angesehen und waren zum Schluss gekommen, dass dieses auch in Osnabrück geboten wäre. Zunächst wurde an den langen Samstagen und an den Adventstagen ab 14:00 Uhr der Autoverkehr in der Straße ausgesperrt. Vom 7. November 1970 bis zum Jahresende führte die Stadt einen Sperrversuch  durch, ausgenommen waren Linienbusse, die nur 20 km/h fahren durften. Auf Druck der SPD-Fraktion wurden ab dem 11. Dezember 1970 Linienbusse aus der Großen Straße verbannt.
Nach dem erfolgreichen Test begann im Dezember 1971 ein umfangreiches Investitionsprogramm. Die Hasebrücke an der Herrenteichstraße wurde ertüchtigt und die Straße mit Versorgungsleitungen saniert und ohne Bordsteine neu gepflastert. Die Straße wurde mit Blumenkübeln und Sitzgelegenheiten sowie Kugelleuchten und Vitrinen sowie Waschbetonpflaster ganz im Stil der 1970er Jahre gestaltet. Am 4. Oktober 1973 übergab der Oberbürgermeister Ernst Weber die 710 Meter lange Fußgängerzone der Öffentlichkeit.

### Neugestaltung 2000
Die Umgestaltung der Großen Straße sorgte im Jahr 2000 für zahlreiche Diskussionen. Für die Pflasterung der Großen Straße wurde der aus China stammende gelbliche Granitsorte Soleil vorgesehen. Nach der Lieferung der Steine im Mai 2000 wurde mit der Pflasterung begonnen. Nach zwei Wochen musste sie unterbrochen werden, weil der Granit
Materialmängel aufwies, die die Festigkeit des Steins beeinträchtigten. Im September entschied der Stadtrat, den gelben Granit gegen grauen mit einer höheren Festigkeit zu ersetzen. Kurz vor dem Abschluss der Bauarbeiten im August 2001 kam die letzte Teillieferung der Steine per Schiff nicht an, sodass der Bauunternehmer eine Ersatzlieferung von 37 Tonnen der Granitsteine einfliegen lassen musste.

## Frequentierung
Die Passantenfrequenz ist die zweithöchste aller niedersächsischen Einkaufsstraßen. Nur die Bahnhofstraße in Hannover verzeichnet etwas höhere Zahlen an Passanten. Im Mittelwert (2003–2011) verzeichnet die Große Straße 6911 Passanten in der Stunde. Ähnliche Straßen in Braunschweig, Göttingen oder Oldenburg verzeichnen zum Teil wesentlich kleinere Passantenfrequentierungen. Bundesweit liegt sie nach Trier, Ulm und Freiburg auf Platz vier bei vergleichbar großen Städten zwischen 100.000 und 250.000 Einwohnern.